# John Martínez

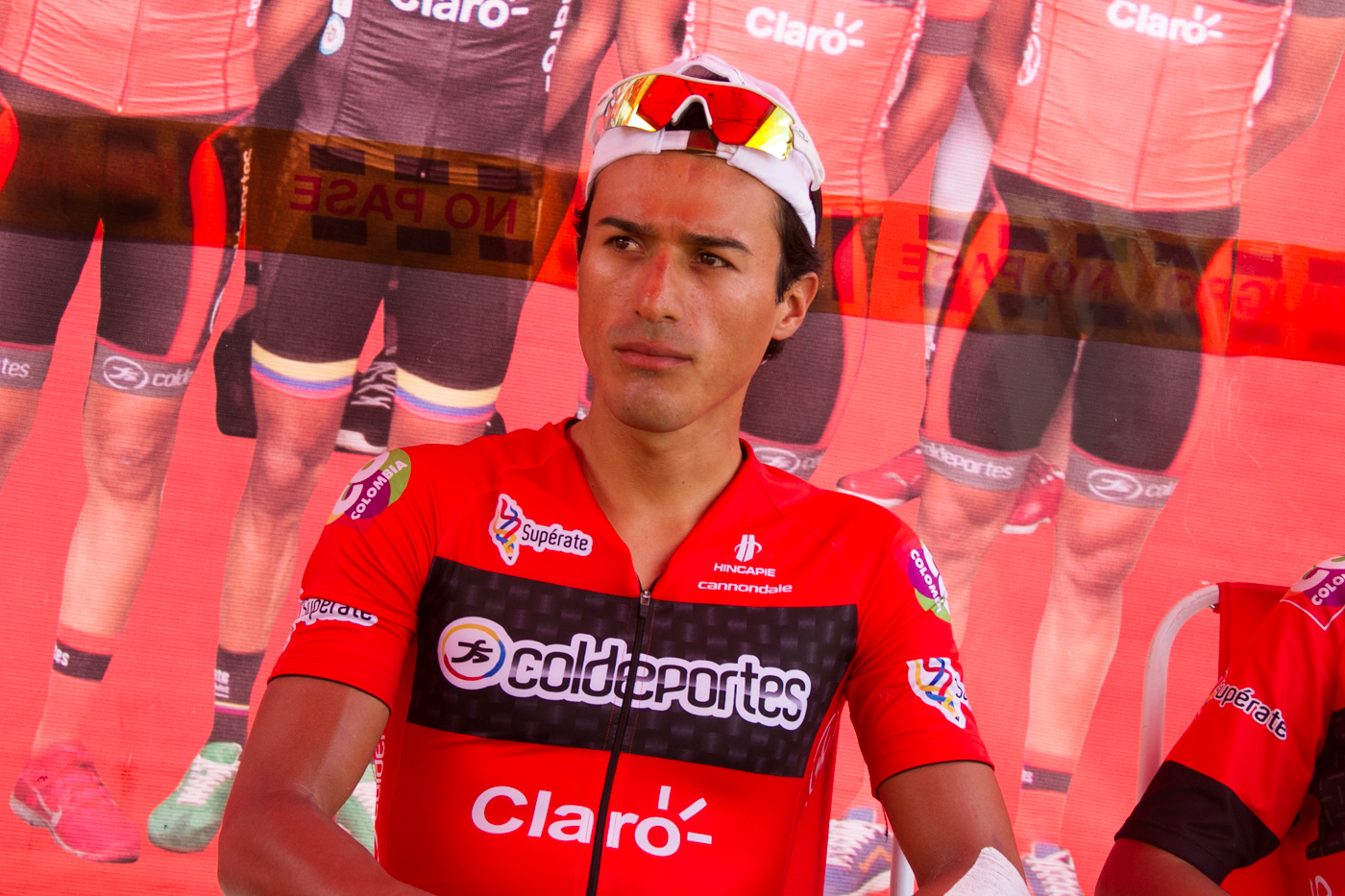
John Martínez (2013)

John Edilberto Martínez Montero (* 13. Mai 1983 in Sogamoso) ist ein kolumbianischer Straßenradrennfahrer.
John Martínez gewann 2005 eine Etappe bei der Vuelta Ciclista del Ecuador. Ab 2007 fuhr er für die kolumbianische Mannschaft UNE-Orbitel. In seinem ersten Jahr dort gewann er eine Etappe bei der Vuelta a Cundinamarca und wurde dort Dritter der Gesamtwertung. 2009 war er mit dem Team beim Mannschaftszeitfahren des Clásico RCN erfolgreich. Von 2010 bis 2011 fuhr Martínez für Colombia es Pasión-Café de Colombia und seit 2012 fährt er für das Continental Team Colombia-Comcel. Mit Colombia-Comcel gewann er 2012 das Mannschaftszeitfahren der Vuelta a Bolivia und wurde Fünfter der Gesamtwertung. Im Jahr darauf erreichte er als Dritter das Podium dieser Rundfahrt.

## Erfolge
2012
- Mannschaftszeitfahren Vuelta a Bolivia

## Teams
- 2007 UNE-Orbitel
- 2008 UNE-Orbitel
- 2009 UNE-EPM
- 2010 Café de Colombia-Colombia es Pasión
- 2011 Colombia es Pasión-Café de Colombia
- 2012 Colombia-Comcel
- 2013 Colombia Coldeportes
- 2014 Coldeportes-Claro